# Wrząca (Kalisz)
Pour les articles homonymes, voir Wrząca.
Wrząca est une localité polonaise de la gmina de Brzeziny, située dans le powiat de Kalisz en voïvodie de Grande-Pologne.